# Marie-Antoinette (montre)
Pour les articles homonymes, voir Marie-Antoinette.
La Marie-Antoinette est une montre commandée pour Marie-Antoinette d'Autriche et créée par l'horloger neuchâtelois Abraham Louis Breguet à partir de 1783. Sa fabrication a duré jusqu'en 1802. Considérée comme l'une des montres les plus complexes au monde, elle a été répliquée durant sa disparition après un vol, entre 1983 et 2007.

## Description
D'un diamètre de 60 millimètres, cette montre à fonctionnement automatique a été fabriquée avec 823 composants. Sertie de saphirs, elle bénéficie d'une boite en or 18 carats, d'un cadran en émail blanc et d'un autre cadran en cristal de roche,. Ce chef-d'œuvre d'une valeur inestimable et d'une grande complexité comporte toutes les complications connues à l'époque où elle a été conçue, entre 1783 et 1802. Sur les 23 complications qu'elle intègre, elle dispose des suivantes :
- Répétition des minutes,
- Quantième perpétuel complet (le jour, la date, le mois et le cycle de quatre ans),
- Équation du temps,
- Réserve de marche,
- Thermomètre métallique,
- Grande seconde indépendante à volonté,
- Petite seconde trotteuse,
- Échappement à ancre,
- Spiral en or,
- Double pare-chute.

Elle est réputée pour être l'une des montres les plus compliquées au monde. Au début du XXIe siècle, elle figurait parmi «les cinq montres les plus complexes au mode». Chaque montre créée par la maison Breguet possède un numéro de fabrication unique qui lui est attribué. La Marie-Antoinette porte le numéro 160 (« no 160 »). Elle est parfois surnommée « la Mona Lisa des montres ».

## Histoire

### Dix-neuf années de fabrication
La Marie-Antoinette a été commandée pour Marie-Antoinette d'Autriche, reine de France, par un admirateur de celle-ci, peut-être par un officier des gardes de la reine, voire le favori de la reine, le Suédois Axel de Fersen,. Elle est créée par Abraham Louis Breguet, brillant maître-horloger et fournisseur de la cour. Le roi Louis XVI avait déjà acheté des montres de ce dernier pour les offrir la reine. La fabrication de la Marie-Antoinette, commencée en 1783, a duré 19 ans (jusqu'en 1802). La reine Marie-Antoinette ne verra jamais cette montre. La reine fut menée à la guillotine et exécutée à Paris le 16 octobre 1793.

### Ses propriétaires et son vol dans un musée
Le 3 mai 1917, la montre devient la propriété du Britannique Sir David Lionel Salomons (1851-1925), qui l'avait repérée dans la vitrine d'une bijouterie à Londres, près de Regent Street. Ce passionné d'horlogerie avait constitué une grande collection de montres Breguet comptant plus de 124 pièces. Il avait déclaré : « Porter une belle montre Breguet, c'est comme sentir le cerveau d'un génie dans sa poche ». À sa mort, la montre Marie-Antoinette revient à sa fille Vera, qui la lègue au musée d'art islamique de Jérusalem, un musée qu'elle avait fondé en hommage à son ami, l'universitaire Leo Aryeh Mayer. Mais la montre est dérobée le samedi 16 avril 1983 dans le musée, avant d'être retrouvée 24 ans plus tard, le 14 novembre 2007,. En janvier 2007, Nicolas Hayek, président du groupe horloger Swatch Group, a été contacté par un antiquaire qui prétendait l’avoir récupérée par hasard. Mais le musée d'art islamique de Jérusalem met la main sur l'objet avant que Nicolas Hayek puisse l'authentifier. L'auteur du vol, un Israélien nommé Na'aman Diller, a été identifié par la police en mai 2008. Mort depuis deux ans, cet homme souffrant de troubles psychologiques n'avait pas apparemment commis ce vol pour des motifs financiers.
Sa disparition a inspiré à l'écrivain américain Allen Kurzweil son roman Les Complications, paru en France en 2003, aux éditions Calmann-Lévy. Dans ce livre, le héros-bibliothécaire se consacre à la recherche de cette montre.

## Sa réplique: la «Grande Complicationno1160»

### Un modèle presque fidèle au «no160»
Durant sa disparition, Nicolas Hayek, alors président du groupe horloger Swatch Group, qui comprend la marque Breguet, demande en 2004 que soit réalisée une réplique. Ce à quoi s'attellent les horlogers de la manufacture Breguet, à L'Abbaye, en Suisse. Pour réaliser la copie, des recherches sont menées à partir d’archives et de dessins originaux provenant du musée Breguet et du Musée des arts et métiers de Paris. Les horlogers ont même ajouté les heures sautantes, une complication qui ne figurait pas dans la Marie-Antoinette. Il s'agit du saut de l'aiguille lors du passage de l'heure ou de la minute. Ce qui facilite une lecture en évitant de cacher une partie du chiffre. La réplique est achevée en 2008 après 3 ans et demi de fabrication. Sa présentation est faite le 4 avril 2008 à Bâle devant 200 journalistes sur les 2700 accrédités cette année-là au salon Baselworld. Elle est appelée « Grande Complication no 1160 ».

### Un coffret lié au château de Versailles
Nicolas Hayek ayant participé à la restauration du Petit Trianon, la montre est présentée dans un coffret qui représente fidèlement le parquet du château du Petit Trianon. Le bois utilisé est composé de 3500 pièces sculptées dans un chêne du parc du château de Versailles présent durant le règne de la reine. La boîte contient un deuxième écrin composé de plus de mille fragments de bois: ils représentent une main tenant une rose, le détail du Portrait de Marie-Antoinette à la rose peint par Élisabeth Vigée Le Brun en 1783. La montre est exposée au château de Versailles en septembre 2008, à l'occasion de l'inauguration du Petit Trianon après sa rénovation.